# 張孝若
張 孝若（ちょう こうじゃく、繁体字: 張孝若; 簡体字: 张孝若; 拼音: Zhāng Xiàoruò; ウェード式: Chang Hsiao-Jo)は、中華民国の政治家・実業家。本名は怡祖だが、字の孝若で知られる。父は清末民初の政治家・実業家である張謇。

## 事績
1918年、アメリカのアーノルド商科大学を卒業して商学士の学位を取得した。まもなく帰国し、南通自治会の組織を提唱するなどした父を補佐した。1919年（民国8年）、父が創業した淮海実業銀行で経理に就任している。1921年（民国10年）、江蘇省議会第3期議員に選出されたが、父命により開会前に辞任した。翌年から欧米と日本へ実業視察に赴いている。1924年（民国13年）5月、駐チリ公使に任命されたが、実際には就任しなかった。同年10月、呉佩孚率いる十四省討賊聯軍総司令部で参議・外交処長として起用されている。
1926年（民国15年）6月、揚子江（長江）水道討論委員会会長に任命されたが、翌月に父が死去したため、帰郷して家業を継いだ。以後、南通学院院長、大生紗廠董事長、大達輪船公司経理、淮南各塩墾公司常務董事長、大陸報官董事などを歴任している。しかし1935年（民国24年）10月17日、上海の自宅で召使に銃撃されて死亡した。享年38（満37歳）。

## 注
1. 1 2  徐主編（2007）、1797頁